# Filtr diatomowy
Filtr diatomowy – w akwarystyce jest to rodzaj filtra mechanicznego wykorzystujący jako wkład filtracyjny ziemię okrzemkową.
Ze względu na właściwości ziemi okrzemkowej, filtry diatomowe mają zdolność do odfiltrowywania tak drobnych zanieczyszczeń jak, pyłki roślin, jednokomórkowe pierwotniaki i glony, niektóre bakterie. Są to parametry nieosiągalne dla innych filtrów mechanicznych stosowanych akwarystyce. Filtry diatomowe mają zastosowanie w akwariach ze szczególnie wrażliwymi na zanieczyszczenia mechaniczne rybami oraz w akwariach dekoracyjnych i wystawowych dla osiągnięcia efektu kryształowo czystej wody. Dla sprawnego działania, podawana do nich woda, powinna być wstępnie oczyszczona w innym filtrze mechanicznym. Mimo osiąganych parametrów mało popularne ze względu na ceny.